# Нові Карамали (Аургазинський район)
Нові Карамали́ (рос. Новые Карамалы, башк. Яңы Ҡарамалы) — присілок у складі Аургазинського району Башкортостану, Росія. Входить до складу Новокальчирівської сільської ради.
Населення — 392 особи (2010; 439 в 2002).
Національний склад:
- татари — 93%